# Корабелка (волейбольный клуб)
«Корабелка» — российский женский волейбольный клуб из Санкт-Петербурга.

## История
Волейбольный клуб «Корабелка» образован в 2023 году при Санкт-Петербургском государственном морском техническом университете (СПбГМТУ) и получил имя по неофициальному названию университета. Решением Исполкома Всероссийской федерации волейбола команда клуба включена в высшую лигу «А» чемпионата России. 
Дебют в чемпионатах России для новой команды сложился удачно. На предварительной стадии второго по значимости дивизиона «Корабелка» стала второй, а в финальном турнире — первой.

## Результаты в чемпионатах России
| Сезон   | Лига          | Место |
| ------- | ------------- | ----- |
| 2023/24 | Высшая лига А | 1     |
| 2024/25 | Высшая лига А | 1     |

## Сезон 2024—2025

### Переходы
- Пришли: А.Черняева («Северянка»), А.Захарова («Локомотив»-2), А.Папаникола («Уфимочка-УГНТУ»), П.Сарапова («Динамо-Анапа»), Н.Муранова (МВА).
- Ушли: К.Еремчук, К.Вдовина, А.Мирошниченко, Д.Московская, В.Гаевская.

### Состав
| №  | Имя, фамилия                 | Год рождения | Рост | Амплуа      | Гражданство |
| -- | ---------------------------- | ------------ | ---- | ----------- | ----------- |
| 1  | Полина Сарапова              | 2006         | 178  | связующая   | Россия      |
| 2  | Варвара Шурашова             | 2005         | 184  | нападающая  | Россия      |
| 3  | Елизавета Нестерова          | 2006         | 192  | нападающая  | Россия      |
| 4  | Кристина Исакова             | 2006         | 172  | либеро      | Россия      |
| 5  | Анна Укневичус               | 1992         | 179  | связующая   | Россия      |
| 6  | Ирина Артюхина               | 2004         | 186  | нападающая  | Россия      |
| 7  | Александра Захарова          | 2006         | 189  | центральная | Россия      |
| 9  | Анна Штангей                 | 2004         | 182  | связующая   | Россия      |
| 10 | Арина Папаникола (Пайрамова) | 2001         | 180  | нападающая  | Россия      |
| 11 | Елизавета Пальшина           | 2003         | 186  | центральная | Россия      |
| 12 | Анастасия Черняева           | 2005         | 188  | нападающая  | Россия      |
| 16 | Полина Лифарь                | 2006         | 192  | центральная | Россия      |
| 18 | Наталья Муранова             | 2008         | 174  | либеро      | Россия      |

- Главный тренер — Светлана Сафронова.
- Старший тренер — Александр Ковалевский.
- Тренер — Олег Кияткин.
- Тренер-статистик — Никита Папаникола.

- Генеральный директор ВК «Корабелка» — Александр Миронов.